# Александров Микола Михайлович
Мико́ла Миха́йлович Алекса́ндров (1 січня 1906, село Середка (Маслогостіци) Псковської губернії, тепер Псковського району Псковської області, Російська Федерація — 20 квітня 1964, місто Київ) — радянський військовий діяч, генерал-полковник (27.04.1962). Член ЦК КПУ в 1952—1964 роках. Депутат Верховної ради СРСР 4—5-го скликань (у 1954—1962 роках).

## Біографія
Народився 1906 року в селянській родині. Росіянин. Член ВКП(б) з 1926 року.
До 1932 року працював на комсомольській, радянській, партійній роботі.
З 1932 року в Робітничо-селянській Червоній армії. Служив політичним керівником дивізіону, секретарем партійного бюро ВКП(б) полку, військовим комісаром окремої бригади.
З 1937 року — слухач Військово-політичної академії імені В. І. Леніна.
31 січня 1940 — 9 жовтня 1942 року — військовий комісар 105-ї стрілецької дивізії. З 9 жовтня по 24 грудня 1942 — заступник командира з політичної частини 105-ї стрілецької дивізії. Учасник німецько-радянської війни.
19 червня — 20 липня 1943 року — начальник політичного відділу 37-ї армії. 20 липня — 30 листопада 1943 року — начальник політичного відділу 56-ї армії. 15 грудня 1943 — 18 лютого 1944 року — начальник політичного відділу 63-ї армії. 3 березня 1944 — травень 1945 року — начальник політичного відділу 50-ї армії. Воював на Північно-Кавказькому, 1-му і 2-му Білоруських фронтах.
З 1946 року — начальник політуправління Бакинського військового округу.
У серпні 1949 — липні 1950 року — член Військової ради — заступник командувача військ Північно-Кавказького військового округу з політичної частини.
У 1950—1957 роках — член Військової ради Київського військового округу. З 1958 по 1962 рік — член Військової ради — начальник політуправління Київського військового округу.
У 1962—1964 роках — член Військової ради — начальник політуправління Південної групи військ.
Помер 20 квітня 1964 року. Похований в Києві на Байковому кладовищі.

## Звання
- полковий комісар
- бригадний комісар (19.09.1940)
- полковник (20.12.1942)
- генерал-майор (19.09.1944)
- генерал-лейтенант (31.05.1954)
- генерал-полковник (27.04.1962)

## Нагороди
- чотири ордени Червоного Прапора (9.10.1943; 10.04.1945; 29.05.1945;)
- орден Червоної Зірки
- медаль «За бойові заслуги» (3.11.1944)
- медаль «За оборону Кавказу» (5.02.1945)
- медаль «За взяття Кенігсберга» (9.06.1945)
- медаль «За перемогу над Німеччиною у Великій Вітчизняній війні 1941—1945 рр.» (9.05.1945)
- медаль «30 років Радянській Армії та Флоту» (22.02.1948)
- медаль «40 років Збройних Сил СРСР» (22.02.1958)
- медалі